# Paschalis (antypapież)
Paschalis (zm. w 692) – antypapież w roku 687.

## Życiorys
Był archidiakonem rzymskim za pontyfikatu papieża Konona. Po jego śmierci dwie konkurujące frakcje wybrały Teodora i Paschalisa. Paschalis zawczasu napisał list do egzarchy raweńskiego, obiecując mu łapówkę w wysokości 100 funtów złota, w zamian za zatwierdzenie jego wyboru. Ponieważ żadna ze stron nie chciała opuścić okupowanego Pałacu Laterańskiego, dokonano elekcji Sergiusza I. Ponieważ Paschalis nie uiścił obiecanej wypłaty, egzarcha Rawenny uznał wybór Sergiusza za ważny. Z obawy przed nieposłuszeństwem wobec prawowicie wybranego papieża Sergiusza, Paschalis został uwięziony w klasztorze, gdzie przebywał aż do śmierci w 692 r.